# Kisdobsza
Kisdobsza es un pueblo ubicado en el distrito de Szigetvár, en el condado de Baranya, Hungría.

## Superficie
Posee una superficie de 9,950 kilómetros cuadrados.

## Demografía
Hasta 2019 la población era de 241 habitantes, con una densidad de población de 24,22 habitantes por kilómetro cuadrado.